# Майкл Джаккіно
Майкл Джаккіно (англ. Michael Giacchino; нар. 10 жовтня 1967, Ріверсайд, Нью-Джерсі) — американський композитор, лауреат премії «Оскар», творець музики до багатьох популярних фільмів, телесеріалів і відео ігор, зокрема мультфільму Вперед і вгору, за яку отримав премію Золотий глобус.